# Lala Hsu
Lala Hsu (mandarin : 徐佳瑩 ; chinois : 徐佳莹 ; pinyin : Xú JiāYíng; Pe̍h-ōe-jī: Chhî Ka-êng), née le 20 décembre 1984 est une autrice-compositrice-interprète Taiwanaise. Elle est née dans le comté de Hualien à Taiwan, et elle a grandi à Taichung.
Hsu participe à la troisième saison de One Million Star sur la chaîne taiwanese CTV One en 2008. Elle remporte le concours avec une chanson interpretée et écrite le 15 août de la même année. Elle a sorti son premier album éponyme, le 29 mai 2009 et a depuis publié cinq albums à ce jour ; Lala Hsu en 2009, limits en 2010, Ideal Life en 2012, Missing en 2014 et The Inner Me en 2017. 
En 2010, Hsu remporte le prix de la meilleure interprète féminine aux 21èmes Golden Melody Awards pour son album éponyme : Lala Hsu. Elle devient ainsi la première ancienne élève de One Million Star à remporter un Golden Melody Award. En 2015, elle fut nommée dans six catégories aux 26e Golden Melody Awards pour son album Missing . 
En 2016, Hsu participe à la quatrième saison de I Am a Singer, qui lui a valu une plus grande attention depuis la Chine. Une augmentation significative de sa popularité l'a conduite à de nombreuses invitations à interpréter des bandes originales comme pour le générique de Big Fish & Begonia ou encore Blossom, la bande originale du film MBA Partners. 
En 2018, Hsu est nommée meilleure chanteuse mandarin aux 29e Golden Melody Awards. 
En 2020, Hsu participe pour la seconde fois à l'émission Singer 2020. 

## Débuts
Hsu se positionne à la seconde place lors d'un concours de chant organisé par son lycée. Lors de ses débuts dans le supérieur, elle était batteuse et chef d'orchestre du Orchestra Club de son université.
Elle a également été stagiaire dans l'hôpital médical affilié à son université : Chung Shan Medical College. Elle travaillera ensuite à l'hôpital général des anciens combattants de Taichung. Pendant ses études universitaires, Lala participe au concours "Campus Golden Melody Award", remportant les prix du "Groupe de chant individuel pour filles" et du "Groupe de création sémantique". Elle participera ensuite à quatre festival "Campus Golden Melody". 
Hsu participe à la troisième saison de l'émission de télévision musical One Million Star en 2008. Hsu déclare alors que son objectif en participant au concours était d'ouvrir un restaurant servant du poulet et qu'elle avait déjà écrit une chanson pour le restaurant. Dans le sixième épisode, sa performance avec la chanson "Riding a White Horse" marque 25 points, ce qui en fait la candidate la plus rapide à atteindre le score maximal depuis le lancement de One Million Star. Le 15 août 2008, elle remporte la finale avec une note moyenne de 21,47 points, ce qui lui a permis de devenir une chanteuse professionnelle,,. 

## Vie privée
Lala Hsu et le directeur artistique Bill Chia se sont mariés en août 2018. 
Ils ont eu un fils en décembre 2020. Le 17 décembre 2022, elle met au monde une fille.

## Discographie

### Albums studio
| Titre                       | Détails de l'album                                                                        |
| --------------------------- | ----------------------------------------------------------------------------------------- |
| Lala Hsu (LaLa首張創作專輯) | - Sortie : 29 mai 2009 - Label : AsiaMuse - Formats : CD, téléchargement, streaming audio |
| Limits (極限)               | - Sortie : 3 septembre 2010 - Label : AsiaMuse - Formats : CD, streaming audio            |
| Ideal Life (理想人生)       | - Sortie : 6 juin 2012 - Label : AsiaMuse - Formats : CD, streaming audio                 |
| Missing (尋人啟事)          | - Sortie : 13 juin 2014 - Label : AsiaMuse - Formats : CD, streaming audio                |
| The Inner Me (心裡學)       | - Sortie : 27 décembre 2017 - Label : AsiaMuse - Formats : CD, vinyl, streaming audio     |
| Gei (給)                    | - Sortie : 22 juin 2022 - Label : AsiaMuse - Formats : CD, vinyl, streaming audio         |

### Extended plays
| Titre                                                  | Détails de l'album                                                        |
| ------------------------------------------------------ | ------------------------------------------------------------------------- |
| Lala Was a Student – One (「徐佳莹的学生时代」ONE)     | - Sortie : 28 septembre 2019 - Label : CS Music - Format: streaming audio |
| Lala Was a Student – Two (「徐佳莹的学生时代」TWO)     | - Sortie : 12 octobre 2019 - Label : CS Music - Format : streaming audio  |
| Lala Was a Student – Three (「徐佳莹的学生时代」THREE) | - Sortie : 18 octobre 2019 - Label : CS Music - Format : streaming audio  |
| Lala Was a Student – Four (「徐佳莹的学生时代」FOUR)   | - Sortie : 25 octobre 2019 - Label : CS Music - Format : streaming audio  |

### Albums live
| Titre                                        | Détails de l'album                                                                   |
| -------------------------------------------- | ------------------------------------------------------------------------------------ |
| On the Way to the Ideal Life (繼續·理想人生) | - Sortie: 16 avril 2013 - Label: AsiaMuse - Formats: CD, streaming audio             |
| Total Eclipse (日全蝕)                       | - Sortie: 13 mai 2016 - Label: AsiaMuse - Formats: CD, streaming audio               |
| I Am a Singer 4 (收•音)                      | - Sortie: 22 septembre 2016 - Label: AsiaMuse - Format: streaming audio              |
| You Made My Day (是日救星)                   | - Sortie: 6 décembre 2019 - Label: AsiaMuse - Formats: DVD, Blu-ray, streaming audio |

### Singles
| Titre                                                 | Année | Album                     |
| ----------------------------------------------------- | ----- | ------------------------- |
| Song of Airport – On the Road (在旅行的路上 機場之歌) | 2013  | —                         |
| One Minute More (只要一分鐘)                          | 2014  | Missing                   |
| The Rain is Coming (大雨將至)                         | 2014  | The Imperial Doctress OST |
| Suddenly Missing You (突然好想你)                     | 2015  | Herstory with Mayday      |
| Little Princess (小公主) (小公主)                     | 2016  | Total Eclipse             |
| You Made My Day (是日救星)                            | 2016  | The Inner Me              |
| What I Learned from Mom (媽媽教會我)                  | 2019  | —                         |
| Prototype (雛形)                                      | 2021  | Gei                       |
| None of the Above (以上皆非)                          | 2021  | Gei                       |